# ППБУ «Северное сияние»
ППБУ «Северное сияние» – напівзанурене бурове судно, що належить до флоту російської компанії «Газпром».

## Загальна інформація
Плавучу основу судна, яка має два понтона, спорудили на Виборзькому судобудівному заводі, тоді як монтаж верхньої технологічної надбудови з обладнанням вагою 18 тисяч тон провела південнокорейська Samsung Heavy Industries на своїй верфі у Кодже (операцію виконали методом напливу з використанням судна "Black Marlin"). Судно відноситься до типу Moss CS-50 Mkll – шостого покоління напівзанурених бурових платформ. 
«Северное сияние» може провадити буріння при глибинах моря від 70 до 500 метрів та споруджувати свердловини довжиною до 7500 метрів. Роботи забезпечує основна силова установка потужністю 32 МВт. 
Автономність судна становить 45 діб.
На судні забезпечується розміщення 128 осіб.

## Служба судна
Судно споруджували в межах проекту розробки Штокманівського родовища (Баренцево море). Втім, реалізацію останнього у підсумку відклали, після чого «Газпром» вирішив задіяти «Северное сияние» (так само як і однотипне «Полярное сияние») у роботах на шельфі Сахаліна. Враховуючи складні льодові умови, роботи тут можливо провадити лише влітку – восени. Протягом наступних кількох років «Северное сияние» виконала наступні завдання:
- в 2013 та 2014 роках буріння розвідувальних свердловини на Південно-Кіринському газовому родовищі;
- в 2015 та 2016 роках спорудження експлуатаційних свердловин на Кіринському газовому родовищі;
- в 2017-му спорудження пошуково-оцінювальної свердловини №1 на Східній площі;
- в 2018, 2019 та 2020 роках буріння шести експлуатаційних свердловин на Кіринському газовому родовищі;
В 2021-му «Северное сияние» на судні для перевезення негабаритних вантажів «GPO Amethyst» доправили до Мурманська, після чого установка діяла три сезони в Арктиці, де буровий сезон зазвичай триває з липня по листопад. В 2021-му вона спорудила одну розвідувальну свердловину в Карському морі, а у 2022-му провадила роботи одразу на двох свердловинах – на Льодовому родовищі у Баренцевому морі та на Ленінградському родовищі у Карському морі. В 2023-му «Северное сияние» завершило буріння свердловини на Льодовому родовищі та вже на початку серпня повернулось у Мурманськ, після чого було проведене на буксирі по Північному морському шляху та у жовтні прибуло в Приморський край.